# Vicovaro
Vicovaro település Olaszországban, Lazio régióban, Róma megyében. Lakosainak száma 3561 fő (2023. január 1.). Vicovaro Mandela, Roccagiovine, Sambuci, San Polo dei Cavalieri, Saracinesco, Tivoli és Castel Madama községekkel határos.

## Népesség
A település lakossága az elmúlt években az alábbi módon változott:
| Lakosok száma | 3994 | 3968 | 3561 |
|               | 2017 | 2018 | 2023 |